# Preparovaná kytara

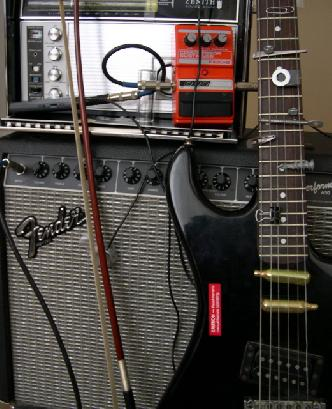
Příklad preparované kytary

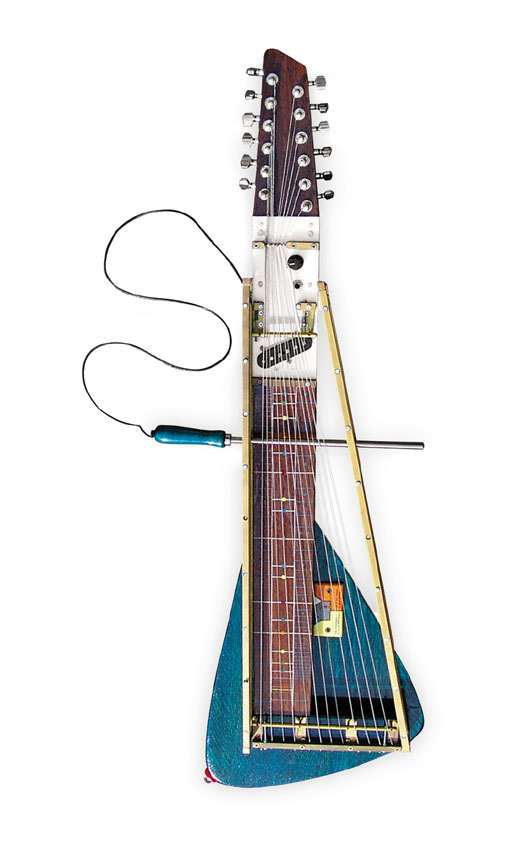
3rd bridge kytara, Moodswinger, Yuri Landman, 2006

Preparovaná kytara je druh upravené kytary, jejíž zvuk se mění tím, že se mezi struny vkládají či upevňují rozličné předměty (dřevěné, ocelové, pryžové, papírové apod.). Prvním známým kytaristou, který začal experimentovat s tímto způsobem hry, byl v 60. letech 20. století Keith Rowe. Ten napodobil obdobný efekt, použitý Johnem Cagem při hře na preparovaný klavír.

## Seznam kytaristů
- Derek Bailey
- Glenn Branca
- Fred Frith
- Yuri Landman
- Thurston Moore, Sonic Youth
- Lee Ranaldo, Sonic Youth
- Keith Rowe